# Copa Real Federación Española de Fútbol 2013-14
La Copa Real Federación Española de Fútbol 2013-14 es la 21.ª edición de dicha competición española. Se disputa en dos fases, la primera entre equipos de la misma comunidad autónoma entre septiembre y octubre. La segunda fase fue la fase nacional, en la que los campeones de cada comunidad se enfrentaron a equipos eliminados de la primera ronda de la Copa del Rey.

## Equipos clasificados

### Campeón Actual
- Sant Andreu

### Campeones regionales
| - Ourense - Marino Luanco - Laredo - Balmaseda - Español B - Alzira - Alcalá - Arandina - Almería B | - Coria - Benissalem - Tenerife B - Yeclano - San José - Peña Sport - Varea - Zaragoza B - Almansa |

### Eliminados de la Copa del Rey
| - CD Tropezón - Racing de Ferrol - Granadilla - UD Logroñés - Amorebieta (renuncia a participar en la competición) - Laudio - Peña Sport - Orihuela - Villarrobledo | - At. Baleares (renuncia a participar en la competición) - Yeclano - Gimnàstic de Tarragona (renuncia a participar en la competición) - Badalona (renuncia a participar en la competición) - San Roque - La Roda - Loja - Cartagena - Catarroja |